# New Year Island (ö i Australien, Tasmanien)
New Year Island är en ö i Australien. Den ligger i delstaten Tasmanien, i den sydöstra delen av landet, omkring 460 kilometer nordväst om delstatshuvudstaden Hobart. Arean är 0,98 kvadratkilometer. Den sträcker sig 1,5 kilometer i nord-sydlig riktning, och 1,9 kilometer i öst-västlig riktning.
Trakten runt New Year Island är nära nog obefolkad, med mindre än två invånare per kvadratkilometer. Genomsnittlig årsnederbörd är 1 185 millimeter. Den regnigaste månaden är augusti, med i genomsnitt 176 mm nederbörd, och den torraste är februari, med 28 mm nederbörd.